# Horodok (oblast' di Chmel'nyc'kyj)
Horodok (in ucraino Городок?) è una città  dell'Ucraina (15 633 abitanti) situata nel distretto di Chmel'nyc'kyj, nell'oblast' di Chmel'nyc'kyj. Ospita l'amministrazione della comunità territoriale di Horodok, una delle comunità territoriali dell'Ucraina.
Fino al 18 luglio 2020 Horodok è stata il centro amministrativo del distretto di Horodok, abolito come parte della riforma amministrativa dell'Ucraina, che ha ridotto a tre il numero dei distretti dell'oblast' di Chmel'nyc'kyj. L'area del distretto di Horodok è stata fusa nel distretto di Chmel'nyc'kyj.